# دالاس ويلارد
دالاس ألبرت ويلارد (بالإنجليزية: Dallas Willard)‏ (4 سبتمبر 1935 - 8 مايو 2013) كان فيلسوفًا أمريكيًا معروفًا أيضًا بكتاباته حول التكوين الروحي المسيحي. كانت الكثير من أعماله في الفلسفة مرتبطة بالظواهر الفلسفية، وخاصة أعمال إدموند هوسرل، الذي ترجم الكثير منها إلى الإنجليزية للمرة الأولى. كان ويلارد أستاذاً للفلسفة لفترة طويلة في جامعة جنوب كاليفورنيا في لوس أنجلوس، حيث كان يدرس من عام 1965 حتى وفاته في عام 2013 وكان يشغل منصب رئيس القسم من عام 1982 إلى عام 1985.

## تعليمه
التحق ويلارد بكلية وليام جيويل، وتخرج في وقت لاحق من جامعة تينيسي تيمبل في عام 1956 مع بكالوريوس الآداب في علم النفس، ومن جامعة بايلور في عام 1957 مع بكالوريوس في الفلسفة والدين. ذهب إلى مدرسة الدراسات العليا في جامعة بايلور وجامعة ويسكونسن-ماديسون، وحصل على درجة الدكتوراه في الفلسفة من جامعة ويسكونسن عام 1964.

## حياته الأكاديمية
أمضى ويلارد خمس سنوات في التدريس في جامعة ويسكونسن-ماديسون، كمساعد بحثي وتعليمي (1960-1963)، ثم كمدرس في الفلسفة (64-65). ثم انتقل إلى جامعة جنوب كاليفورنيا في لوس أنجلوس، حيث درس كأستاذ مساعد (1965-1969)، وكأستاذ مشارك (69-84)، وأخيرا كأستاذ كامل (1984-2013). فقد أمضى ما يقارب من 48 عاماً في جامعة جنوب كاليفورنيا.
شغل منصب مدير مدرسة الفلسفة في جامعة جنوب كاليفورنيا من عام 1982 إلى عام 1985، وجامعة كولورادو (1984).
تتعلق منشوراته في الفلسفة في المقام الأول بنظرية المعرفة وفلسفة العقل والمنطق، وقد تأثر في كتاباته بفلسفة إدموند هوسرل، مؤسس علم الظواهر. قام بترجمة العديد من كتابات هوسرل المبكرة من الألمانية إلى الإنجليزية، حيث يعتبر له سلطة دولية علي أعمال الفيلسوف، والتي تمتد من موضوعات الوعي بالوقت إلى القصدية والحدس في الفكر الديكارتي.

## الجوائز والتكريم
- عضو في العديد من لجان التقييم للرابطة الغربية للمدارس والكليات
- حاز عام 1976 علي جائزة «عضو هيئة التدريس المتميز» على المساهمات المتميزة في الحياة الطلابية في جامعة جنوب كاليفورنيا
- جائزة التميز في التدريس 1976-1977
- المشارك في هيئة التدريس في كلية الصحة العامة في مونتيريدو (بيروجيا، إيطاليا)، صيف 1977.
- جائزة أفضل كلية للعام، 1984
- جائزة أفضل أستاذ خريف عام 2000.[4]

## أعماله الأخري
بالإضافة إلى التدريس والكتابة في الفلسفة، ألقى ويلارد محاضرات وكتب كتباً عن المسيح والمسيحية. فقد حاز كتابه «المؤامرة الإلهية» علي جائزة أفضل كتاب عام 1999. ومن بين مؤلفاته الأخرى، تحديث القلوب، والذي فاز بجائزة مجلة (المسيحية اليوم) للكتب حول الروحانية لعام 2003.
يعتقد ويلارد أن السلبية هي مشكلة واسعة الانتشار في الكنيسة. وشدد على أهمية الاختيار العمد لشخص ليكون تلميذاً ليسوع المسيح (شخص كان مع يسوع، وتعلم أن يكون مثله). فقد كان يري أنه من النتائج الهامة لاختيار سلف ليسوع هو الرغبة في معرفة الأنشطة التي تساعد على التحول الروحي إلى شبيه المسيح. قد تتضمن هذه الأنشطة تمارين روحية تمارس على مر العصور مثل الصلاة، والزمالة، والخدمة، والدراسة، والبساطة، والعفة، والعزلة، والصوم. يشرح ويلارد الدور الحاسم للانخراط في التدريبات الروحية في كتابه «روح الانضباط: فهم كيف يتغير الله» - وهو كتاب كتب بعد «البحث عن التوجيه: تطوير علاقة المحادثة مع الله». .
يوصي وبلارد بصفحة قراءة على موقعه الإلكتروني أدرج فيها عناوين محددة بواسطة: توما الكمبيسي، وويليام لو، وويليام ويلبرفورس، وريتشارد باكستر، وتشارلز غرانديسون فيني، وجون جونسون، وديتريش بونهوفر، وجيريمي تايلور، وريتشارد فوستر، وإي ستانلي جونز، ووليام بن، وفرانسيس دي سيلز، وجيم لوسون، وغيرهم.
تأثر بالعديد، بما في ذلك جاك ماريتان، وتوما الأكويني، وأوغسطينوس، وجان كالفن، وجون ويزلي، والقس ويليام لو، وأندرو موراي، وريتشارد باكستر، وتيريزا القديسة، وبندكت النيرسي.

## حياته الشخصية
ولد ويلارد في بوفالو، ميزوري في 4 سبتمبر 1935. تزوج من جين ليكس من ماكون، جورجيا، في عام 1955. كان لديه طفلين، جون وريبيكا، وحفيدة، لاريسا.
توفي ويلارد في 8 مايو 2013، بعد معركة مع السرطان.

## منشورات مختارة

### ترجمة لأعمال ادموند هوسرل
- فلسفة المنطق والرياضيات (1993). دوردريخت/بوسطن: دار كلوير الأكاديمية للنشر، (ردمك 0-7923-2262-2)
- فلسفة الحساب (2003). دوردريخت: دار كلوير الأكاديمية للنشر، (ردمك 1-4020-1546-1) (مجلد)، (ردمك 1-4020-1603-4) (غلاف عادي)

### كتبه المشهورة
- The Spirit of the Disciplines: Understanding How God Changes Lives (1988). San Francisco: Harper and Row, (ردمك 0-06-069442-4)
- The Divine Conspiracy: Rediscovering Our Hidden Life in God (1998). San Francisco: Harper, (ردمك 0-06-069333-9)
- Dallas Willard's Study Guide to The Divine Conspiracy Jan Johnson, Keith J. Matthews, and Dallas Willard (2001). HarperOne, (ردمك 0060641002)
- Hearing God: Developing a Conversational Relationship With God  (1999). InterVarsity Press (USA), (ردمك 0-8308-2226-7) (formerly titled In Search of Guidance: Understanding How God Changes Lives (ردمك 0-06-069520-X))
- In Cautarea Calauzirii (1990). Wheaton, IL: Societatea Misionara Romana.
- The Spirit of the Disciples (1988). San Francisco: Harper and Row; Korean translation (1993); U.K. edition (1996).
- The Divine Conspiracy (1998) San Francisco: Harper; U.K. edition (1999) Harper Collins. (ردمك 000-6281141)
- Renovation of the Heart: Putting on the Character of Christ (2002). Colorado Springs: NavPress, (ردمك 1-57683-296-1)
- Renovation of the Heart In Daily Practice: Experiments in Transformation with Jan Johnson (2006). Colorado Springs: NavPress, (ردمك 1576838099)
- The Great Omission: Reclaiming Jesus's Essential Teachings on Discipleship (2006). San Francisco: Harper, (ردمك 0-06-088243-3)
- Knowing Christ Today: Why We Can Trust Spiritual Knowledge (2009). San Francisco: Harper, (ردمك 978-0-06-088244-0); British edition: Personal Religion, Public Reality: Toward a Knowledge of Faith (2009). London: Hodder & Stoughton Ltd.
- Hearing God: Developing a Conversational Relationship with God (2012) Westmont, IL: InterVarsity Press, (ردمك 978-0-8308-3569-0)
- The Allure of Gentleness: Defending the Faith in the Manner of Jesus (2015) San Francisco: HarperCollins, Press, (ردمك 978-0-06-211408-2)

## روابط خارجية
- دالاس ويلارد على موقع IMDb (الإنجليزية)

- Dallas Willard's website (including many articles online)
- Lectures on Spiritual Transformation
- The Allure of Gentleness - Book Discussion